# Razak Abalora
Razak Abalora (Accra, 4 settembre 1996) è un calciatore ghanese, portiere dell'Elbasani e della nazionale ghanese.

## Carriera

### Club
Cresciuto nella Feyenoord Academy, inizia la propria carriera professionistica nel 2013 con la maglia del WAFA; nel 2017 si trasferisce all'Azam dove gioca titolare per tre stagioni fino al trasferimento all'Asante Kotoko nel 2020.
Il 21 gennaio 2022, si trasferisce allo Sheriff Tiraspol, formazione della massima serie moldava. In quasi tre stagioni allo Sheriff Tiraspol, vince due campionati e due coppe nazionali.
Il 19 gennaio 2024 si trasferisce in un’altra squadra della massima serie moldava, il Petrocub Hîncești. Con la squadra di Sărata-Galbenă conquista uno storico primo titolo di campione nazionale e una coppa nazionale.

### Nazionale
Il 12 ottobre 2020 debutta con la nazionale ghanese giocando l'amichevole vinta 5-1 contro il Qatar.

## Statistiche

### Cronologia presenze e reti in nazionale
| Cronologia completa delle presenze e delle reti in nazionale ― Ghana | Cronologia completa delle presenze e delle reti in nazionale ― Ghana | Cronologia completa delle presenze e delle reti in nazionale ― Ghana | Cronologia completa delle presenze e delle reti in nazionale ― Ghana | Cronologia completa delle presenze e delle reti in nazionale ― Ghana | Cronologia completa delle presenze e delle reti in nazionale ― Ghana | Cronologia completa delle presenze e delle reti in nazionale ― Ghana | Cronologia completa delle presenze e delle reti in nazionale ― Ghana |
| Data                                                                 | Città                                                                | In casa                                                              | Risultato                                                            | Ospiti                                                               | Competizione                                                         | Reti                                                                 | Note                                                                 |
| -------------------------------------------------------------------- | -------------------------------------------------------------------- | -------------------------------------------------------------------- | -------------------------------------------------------------------- | -------------------------------------------------------------------- | -------------------------------------------------------------------- | -------------------------------------------------------------------- | -------------------------------------------------------------------- |
| 12-10-2020                                                           | Aksu                                                                 | Ghana                                                                | 5 – 1                                                                | Qatar                                                                | Amichevole                                                           | -1                                                                   |                                                                      |
| 25-3-2021                                                            | Johannesburg                                                         | Sudafrica                                                            | 1 – 1                                                                | Ghana                                                                | Qual. Coppa d'Africa 2021                                            | -1                                                                   |                                                                      |
| 28-3-2021                                                            | Cape Coast                                                           | Ghana                                                                | 3 – 1                                                                | São Tomé e Príncipe                                                  | Qual. Coppa d'Africa 2021                                            | -1                                                                   |                                                                      |
| 8-6-2021                                                             | Rabat                                                                | Marocco                                                              | 1 – 0                                                                | Ghana                                                                | Amichevole                                                           | -1                                                                   |                                                                      |
| Totale                                                               |                                                                      | Presenze                                                             | 4                                                                    |                                                                      | Reti                                                                 | -4                                                                   |                                                                      |

## Palmarès

### Club

#### Competizioni nazionali
- Campionato moldavo: 3

Sheriff Tiraspol: 2021-2022, 2022-2023
Petrocub Hîncești: 2023-2024
- Coppa di Moldavia: 3

Sheriff Tiraspol: 2021-2022, 2022-2023
Petrocub Hîncești: 2023-2024

### Individuale
- Miglior portiere del campionato moldavo: 1

2023-2024